# تجربه دانمارکی
تجربهٔ دانمارکی (عربی: التجربة الدنماركية) فیلمی در ژانر کمدی محصول سینمای مصر است که در سال ۲۰۰۳ منتشر شد. از بازیگران آن می‌توان به عادل امام و احمد راتب اشاره کرد.